# Sarir
Sarir ou Serir (nas fontes locais: Taviak, do cumique: Tav Yak, "lado da montanha" ou "Avar") foi um Estado cristão que existiu no Cáucaso entre os séculos VI e XII. Nos estudos caucasianos modernos, foi estabelecida uma versão de que Sarir foi formado em meados do séc. VI. com base numa entidade estatal local, e segundo outro, surgiu como resultado do reassentamento de uma parte da população huno-sabir do "Reino dos Hunos" para as montanhas devido as guerras árabe-cazar. Seus habitantes eram os ancestrais dos ávaros, cumiques, andinos, didoios, laques e outros povos do Daguestão.